# Andreas Michalsen
Andreas Michalsen (* 1961 in Bad Waldsee) ist ein deutscher Internist, Ernährungsmediziner und Hochschullehrer. Er ist Professor für Klinische Naturheilkunde am Institut für Sozialmedizin, Epidemiologie und Gesundheitsökonomie der Charité Universitätsmedizin Berlin sowie Chefarzt der Abteilung Innere Medizin und Naturheilkunde am Immanuel Krankenhaus Berlin. Er ist Autor von Sachbüchern zum Thema Naturheilkunde und Ernährung.

## Biographie
Andreas Michalsen wurde 1961 in Bad Waldsee als Sohn eines Kneipparztes geboren. Als Internist, Ernährungsmediziner und Fastenarzt forscht, lehrt und behandelt er mit Schwerpunkten in der Ernährungsmedizin, des Heilfastens, des Intervallfastens und der Mind-Body-Medizin. Von 1982 bis 1989 studierte er Medizin an der Freien Universität Berlin und an der Ruhr-Universität Bochum. Er wurde 1994 im Bereich Kardiologie an der Universität Bonn promoviert und habilitierte sich 2006 im Fach Naturheilkunde an der Medizinischen Fakultät der Universitätsklinik Essen.
Michalsen ist Mitglied des Vorstandes der European Society for Complementary and Natural Medicine, der Ärztegesellschaft für Heilfasten und Ernährung e. V., der Deutschen Gesellschaft für Naturheilkunde, der Hufelandgesellschaft, von Natur und Medizin, der Karl und Veronica Carstens-Stiftung und der Deutsch-Stiftung. Des Weiteren ist er Gründungsmitglied der European Society for Integrative Medicine.
Michalsen war Gast bei den Fernsehsendungen Planet Wissen und scobel zum Thema Fasten und Intervallfasten.

## Publikationen
- Heilen mit der Kraft der Natur: Meine Erfahrung aus Praxis und Forschung – Was wirklich hilft. Insel, Berlin 2017, ISBN 3-458-17698-5.
- Mit Ernährung heilen: Besser essen – einfach fasten – länger leben. Neuestes Wissen aus Forschung und Praxis. Insel, Berlin 2019, ISBN 3-458-17790-6.
- Heilen mit der Kraft der Natur, Erweiterte Neuausgabe. Insel, Berlin 2020, ISBN 3-458-17873-2.
- Die Natur-Docs – Meine besten Heilmittel für Gelenke, Arthrose, Rheuma und Schmerzen. Insel, Berlin 2022, ISBN 3-458-64309-5.
- Ernährung. Meine Quintessenz. Kraftvoll und gesund bleiben! Sicher länger leben! Das Wichtigste aus Forschung und meiner Praxis. Insel, Berlin 2024, ISBN 978-3-458-64472-9.